# Jorge Montoro
Jorge Montoro Rodríguez (Lima, 1925 - Lima, 19 de julio de 2007) fue un actor cómico peruano.

## Biografía
Jorge Montoro perteneció a la primera promoción (egresada en 1948) de la Escuela Nacional Superior de Arte Dramático - ENSAD, junto a Luis Álvarez.
De muy joven actuó bajo la dirección de Armando Robles Godoy en la cinta perdida "En la Selva no hay estrellas" con la que el cineasta ganó el premio Moscú en 1967. También fue protagonista de papeles dramáticos al lado de otras reconocidas figuras, como Ricardo Blume y la primera actriz Elva Alcandré con quienes actuó en "Collacocha".
Trabajó en diversos programas cómicos como El Tornillo y el otrora espacio de Panamericana Televisión, Risas y Salsa. Sus últimas apariciones en la pantalla chica fueron en Las mil y una de Carlos Álvarez.
Con su recordada frase "Agua pa' ti, agua pa' mi...", deshojando margaritas con su personaje "El Poeta Hippie" (un hippie desaliñado); se burlaba de medio mundo.
Sus últimos años vivió sólo y falleció, víctima de cáncer al pulmón en la tarde del jueves 19 de julio de 2007, en el Hospital Edgardo Rebagliati de Lima, a los 82 años de edad. Sus restos serían cremados y esparcidos en el Puente de los Suspiros de Barranco.

## Filmografía
- La Muralla Verde (1970)
- Interpol llamando a Lima (1969)
- Doña Barbara (1967) - Lorenzo Barquero.
- En la selva no hay estrellas (1967), de Armando Robles Godoy.
- Rapten a esa mujer (1967)
- Taita Cristo (1965).
- A La Sombra Del Sol
- Bar Cristal (1959)